# Katedra w Angoulême
Katedra w Angoulême (Katedra Saint-Pierre w Angoulême) – katedra mieszcząca się w Angoulême we Francji. Siedziba biskupa Angoulême. Przykład romańskiej architektury i rzeźby we Francji.

## Historia
Pierwszy kościół został zbudowany w IV wieku na miejscu prymitywnego, przedchrześcijańskiego sanktuarium. Budynek został zniszczony, kiedy miasto zostało zdobyte przez Chlodwiga I po bitwie pod Vouillé w 507 roku. Kolejna katedra została konsekrowana w 560 r., ale została podpalona przez wikingów około dwóch wieków później.

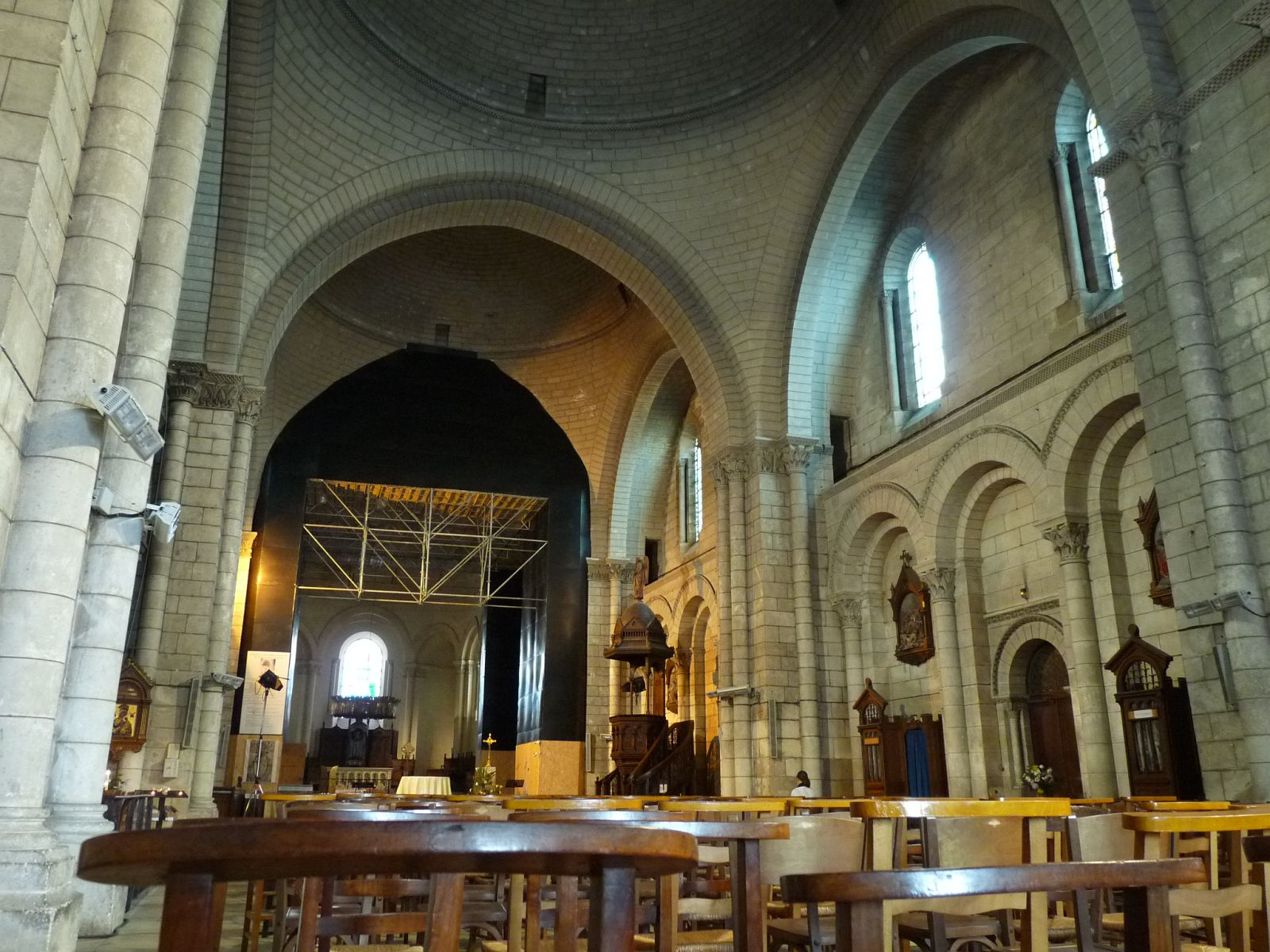
Wnętrze

Trzecia katedra została zbudowana przez biskupa Grimoarda, opata Saint-Pierre de Brantôme. Nowy kościół został konsekrowany w 1017 roku, jednak na początku XII wieku okazał się zbyt mały na potrzeby bogatego mieszczaństwa. Pracami nad kolejną świątynią kierował biskup Gerard II, jedna z najważniejszych francuskich postaci tego czasu. Był on profesorem, papieskim legatem czterech papieży i artystą. Prace rozpoczęły się około 1110 roku, a zakończyły w 1128 roku.
Pierwotny wygląd kościoła był zmieniany przez kolejne wieki. Jedna z dzwonnic została zniszczona w czasie francuskich wojen religijnych w XVI wieku. Dalsze zmiany wprowadził Paul Abadie, który kierował renowacją w latach 1866–1885.

## Architektura i sztuka
Fasada ozdobiona jest ponad 70 rzeźbami, przedstawiającymi dwa główne tematy: Wniebowstąpienie i Sąd Ostateczny. Ponadto rzeźbiarze przedstawili sceny z życia codziennego, takie jak polowanie.
Nawa główna przykryta jest trzema kopułami, szeroki transept od północy i południa ma wieże, a chór zamknięty jest absydą z czterema kaplicami i nakryty półkopułą. Na skrzyżowaniu nawy z transeptem znajduje się duża kopuła na pendentywach, która zastąpiła oryginalną, zniszczoną podczas protestanckiego oblężenia w 1568 roku.